# Prêmio Gerard P. Kuiper
O Prêmio Gerard P. Kuiper (em inglês:  Gerard P. Kuiper Prize) é concedido anualmente pela Divisão de Ciências Planetárias da American Astronomical Society por conquistas de destaque na carreira na área de ciência planetária. O prêmio é denominado em memória de Gerard Kuiper.

## Laureados[2]
- 1984 - Eugene Shoemaker
- 1985 - Fred Whipple
- 1986 - George Wetherill
- 1987 - Donald M. Hunten
- 1988 - Rudolph A. Hanel
- 1989 - James Pollack
- 1990 - Viktor Safronov
- 1991 - Edward Anders
- 1992 - Peter Goldreich
- 1993 - James Richard Arnold
- 1994 - James Van Allen
- 1995 - Michael J. Belton[3]
- 1996 - Barney J. Conrath
- 1997 - Irwin Shapiro
- 1998 - Carl Sagan
- 1999 - Armand H. Delsemme
- 2000 - Conway Leovy
- 2001 - Bruce Hapke
- 2002 - Eberhard Grün
- 2003 - Steven Jeffrey Ostro
- 2004 - Carle Pieters
- 2005 - William B. Hubbard
- 2006 - Dale Cruikshank
- 2007 - Andrew Ingersoll
- 2008 - Michael A'Hearn
- 2009 - Tobias Owen
- 2010 - Jeff Cuzzi
- 2011 - William Ward
- 2012 - Darrell Strobel
- 2013 - Joseph Veverka
- 2014 - Peter J. Gierasch
- 2015 - Yuk-ling Yung
- 2016 - Stanton Jerrold Peale
- 2017 - Margaret Kivelson[4]
- 2018 - Julio Ángel Fernández
- 2019 - Maria Zuber